# 喬治亞州州徽
喬治亞州州徽是一種用歷史上佐治亞州簽發的政府文件的專用圖標。1777年的州憲法規定了該州的第一枚州徽，其當前形式於1799年採用，1914年進行了更改。目前，法規已詳細說明了其規格。
印章的正面以本州的紋章為中心：三列拱門，象徵州憲法，立柱代表政府的三個分支（立法、行政和司法）。本州官方座右銘“智慧、正義、節制”纏繞在圓柱上。喬治亞州民兵成員站在第二和第三列之間，右手握著一把拔劍，代表公民/士兵對國家憲法的捍衛。環繞著徽章的邊界寫著“ 佐治亞州，1776”。
印章的背面包含佐治亞州海岸的圖像，有一艘船（掛有美國國旗）抵達以運送煙草和棉花，象徵著佐治亞州的出口貿易。第二條較小的船代表該州的“內部交通”。在圖片的左側，有一個人在耕作，一群綿羊。圖像的周圍刻有座右銘“農業和商業，1776”。
印章正反兩面列出的日期最初是1799年。喬治亞州立法機關於1914年更改年份為1776，以反映簽署《獨立宣言》的日期。